# Эрдем, Тархан
Тархан Эрдем (тур. Tarhan Erdem, 1933, Куруджашиле, Бартын — 8 июня 2022, Бодрум, Мугла) — турецкий политик, который был президентом KONDA Research and Consultancy, компании по изучению общественного мнения. Он был членом Народно-республиканской партии (НРП) и некоторое время занимал пост министра промышленности и технологий во время недолговечного 40-го правительства Турции, возглавляемого лидером НРП Бюлентом Эджевитом с 21 июня по 21 июля 1977 года.

## Ранние годы и карьера
Тархан Эрдем родился в 1933 году в Куруджашиле, Бартын. В 1959 году окончил строительный факультет Стамбульского университета. Он вступил в Народно-республиканскую партию (НРП) в 1953 году в возрасте 20 лет. В период с 1959 по 1995 год он занимал различные должности, такие как директор и генеральный координатор, во многих компаниях, включая газету «Миллиет».

## Политическая карьера
Эрдем был избран членом парламента от избирательного округа Стамбула на всеобщих выборах 1977 года. НРП получила 41 % голосов, что стало их самой высокой долей голосов с 1950 года, но не смогла получить парламентское большинство. Лидер партии Бюлент Эджевит попытался сформировать правительство меньшинства.
Эрдем был назначен министром промышленности и технологий в правительстве Эджевита, вступив в должность 21 июня 1977 года. Однако правительству не удалось добиться вотума доверия в парламенте, что привело к его роспуску 21 июля 1977 года, всего через месяц пребывания у власти. На смену правительству пришла националистическая коалиция, сформированная лидером Партии справедливости (АП) Сулейманом Демирелем, которую часто называют Вторым националистическим фронтом. Членство Эрдема в Великом национальном собрании прекратилось после того, как 12 сентября 1980 года парламент был распущен генералом Кенаном Эвреном, который возглавил государственный переворот против правительства.

## KONDA
Покинув РНП, Эрдем стал ярым критиком нового лидера партии Дениза Байкала. Известно, что его компания по изучению общественного мнения KONDA близка к правительству Партии справедливости и развития (ПСР). Прогнозы KONDA на конституционный референдум 2007 и 2010 годов получили высокую оценку за то, что они почти точны, однако прогнозы компании на местные выборы 2009 года многие сочли неточными. После того, как выяснилось, что прогнозы компании на президентские выборы 2014 года сильно переоценили голоса за Реджепа Тайипа Эрдогана, KONDA опубликовала публичное письмо с извинениями.

## Смерть
Эрдем умер 8 июня 2022 года в Бодруме, Мугла, от болезни сердца. Три дня спустя он был похоронен на кладбище Ашиян Асри.